# Puccinia buxi
Puccinia buxi är en svampart som beskrevs av Sowerby 1809. Puccinia buxi ingår i släktet Puccinia och familjen Pucciniaceae.   Inga underarter finns listade i Catalogue of Life.